# 454
Évszázadok: 4. század – 5. század – 6. század
Évtizedek: 400-as évek – 410-es évek – 420-as évek – 430-as évek – 440-es évek – 450-es évek – 460-as évek – 470-es évek – 480-as évek – 490-es évek – 500-as évek
Évek: 449 – 450 – 451 – 452 –  453 – 454 – 455 – 456 – 457 – 458 – 459

## Események

### Nyugat- és Keletrómai Birodalom
- Flavius Aetiust és Flavius Studiust választják consulnak.
- III. Valentinianus császár úgy érzi, hogy hadvezére, Flavius Aetius (nem az ez évi consul) teljesen háttérbe szorítja és attól tart, hogy el akarja ragadni a trónját. Két szenátora, Petronius Maximus és Heraclius tanácsára elhatározza, hogy leszámol vele. Amikor Aetius megjelenik előtte hogy átadja jelentését, megvádolja hogy ő a felelős a birodalom siralmas állapotáért, majd - Heraclius segítségével - kardjával leszúrja őt. Aetius patriciusi rangját Heraclius kapja, ami miatt Petronius ellene fordul.
- A hunok germán vazallusai, a gepidák és osztrogótok fellázadnak és a nedaói csatában győzelmet aratnak. Ellak hun király is elesik az ütközetben. A hun birodalom szétesik, Attila életben maradt fiai, Ernak és Dengizich a Fekete-tengertől északra lévő sztyeppékre húzódnak vissza.
- Ardarik Daciában megalapítja a Gepida Királyságot.
- A vandálok megszállják Máltát.

## Születések
- Theodorik, osztrogót király

## Halálozások
- szeptember 21. – Flavius Aëtius római hadvezér, államférfi
- Ellák, hun király
- I. Dioszkorosz, alexandriai pátriárka

## Fordítás
- Ez a szócikk részben vagy egészben  a(z)   454 című angol Wikipédia-szócikk ezen változatának fordításán alapul.  Az eredeti cikk szerkesztőit annak laptörténete sorolja fel. Ez a jelzés csupán a megfogalmazás eredetét és a szerzői jogokat jelzi, nem szolgál a cikkben szereplő információk forrásmegjelöléseként.